# 1821年の相撲
1821年の相撲（1821ねんのすもう）は、1821年の相撲関係のできごとについて述べる。

## 興行
- 2月場所（江戸相撲）[1]
  - 興行場所:浅草御蔵前大護院境内
  - 3月24日（旧2月21日）より晴天10日間興行
- 4月場所（大坂相撲）[1]
  - 興行場所:難波新地
- 8月場所（京都相撲）[1]
  - 興行場所:祇園境内
  - 晴天10日間興行
- 10月場所（江戸相撲）[2]
  - 興行場所:本所回向院
  - 11月21日（旧10月27日）より晴天10日間興行